# The Freewheelin’ Bob Dylan
The Freewheelin’ Bob Dylan – drugi album studyjny Boba Dylana, wydany w 1963 roku. Pierwsza dojrzała i autorska płyta artysty, zawierająca poetyckie teksty krytykujące przywary społeczeństwa USA tamtych lat.
Na wydawnictwie znalazły się jedne z najsłynniejszych utworów Dylana – „Blowin’ in the Wind”, „A Hard Rain’s a-Gonna Fall” i „Masters of War”. Na albumie miał się pierwotnie znaleźć utwór kpiący z makkartyzmu i skrajnie prawicowej organizacji John Birch Society, „Talkin’ John Birch Paranoid Blues”, jednak nie spodobał się on szefom Columbia Records i został zastąpiony tradycyjnym utworem bluesowym „Corrina, Corrina” ze strony B singla „Mixed Up Confusion”. Poza tym utworem, Dylan gra tu na gitarze akustycznej i harmonijce ustnej. Producentem nagrań był John Hammond. Płytę wydano nakładem Columbia Records w formie płyty gramofonowej.
W 2003 r. album został sklasyfikowany na 97. miejscu listy 500 albumów wszech czasów magazynu Rolling Stone.

## Lista utworów
- Strona pierwsza:

| 1. | Blowin’ in the Wind         | 2:48  |
|    |                             |       |
| 2. | Girl from the North Country | 3:22  |
|    |                             |       |
| 3. | Masters of War              | 4:34  |
|    |                             |       |
| 4. | Down the Highway            | 3:27  |
|    |                             |       |
| 5. | Bob Dylan’s Blues           | 2:23  |
|    |                             |       |
| 6. | A Hard Rain’s a-Gonna Fall  | 6:55  |
|    |                             |       |
|    |                             | 23:29 |
|    |                             |       |
- Strona druga:

| 1. | Don’t Think Twice, It’s All Right    | 3:40  |
|    |                                      |       |
| 2. | Bob Dylan’s Dream                    | 5:03  |
|    |                                      |       |
| 3. | Oxford Town                          | 1:50  |
|    |                                      |       |
| 4. | Talking World War III Blues          | 6:28  |
|    |                                      |       |
| 5. | Corrina, Corrina                     | 2:44  |
|    |                                      |       |
| 6. | Honey, Just Allow Me One More Chance | 2:01  |
|    |                                      |       |
| 7. | I Shall Be Free                      | 4:49  |
|    |                                      |       |
|    |                                      | 26:35 |
|    |                                      |       |